# Distrito de Punchao

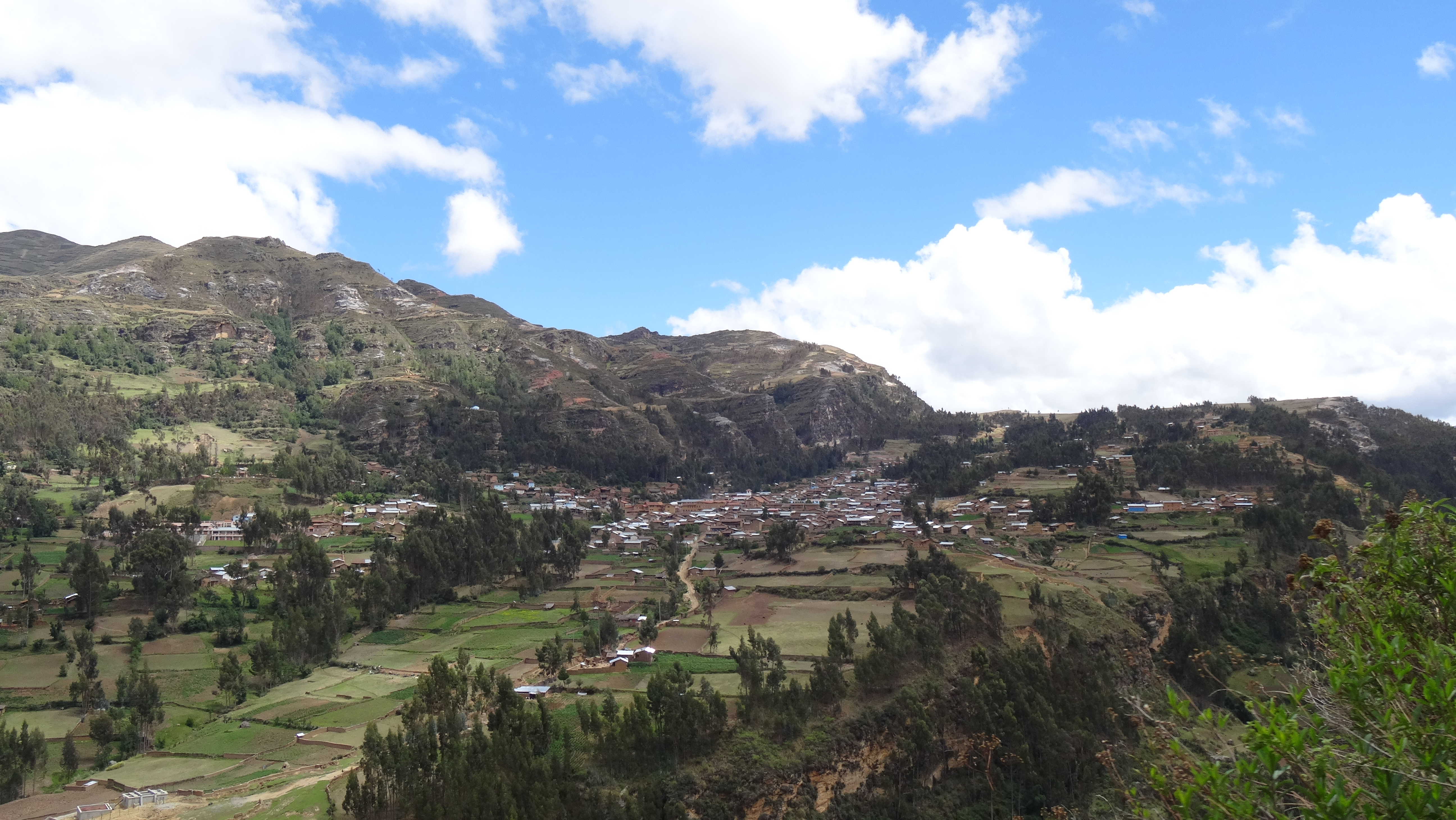
Ciudad de Punchao, capital del distrito homónimo, visto desde la trocha que va hacia el distrito de Miraflores.

El distrito peruano de Punchao es uno de los once distritos de la provincia de Huamalíes, ubicada en el departamento de Huánuco, bajo la administración del Gobierno regional de Huánuco, Perú. Limita por el norte con el distrito de Singa; por el este con del distrito de Chavín de Pariarca y por el oeste y sur con el distrito de Miraflores. Es el único distrito mediterráneo de Huamalíes, pues a diferencia de los 10 restantes distritos, no limita con ninguna otra provincia de Huánuco.
Desde el punto de vista jerárquico de la Iglesia católica forma parte de la Diócesis de Huánuco, sufragánea de la Arquidiócesis de Huancayo.a

## Historia[2]
El distrito fue creado mediante Ley del 7 de octubre de 1942, en el primer gobierno del Presidente Manuel Prado Ugarteche.

## Geografía[3]

### Ubicación
Se emplaza en región central de entre las cadeas occidental y central de los andes del norte peruano en los contrafuertes del Alto Marañón en su margen izquierdo.
La montaña Auquipincush que se emplaza en el margen oeste del Alto Marañón con una altitud de 4252 m s. n. m. es el punto más alto del distrito.

### Hidrografía
El río Pucroj y/o Jamanga, que pasa entre Miraflores y Punchao, desemboca en el Marañón, río que baña las tierras más bajas y cálidas de Chuquibamba. Estos ríos son los únicos.

## Capital

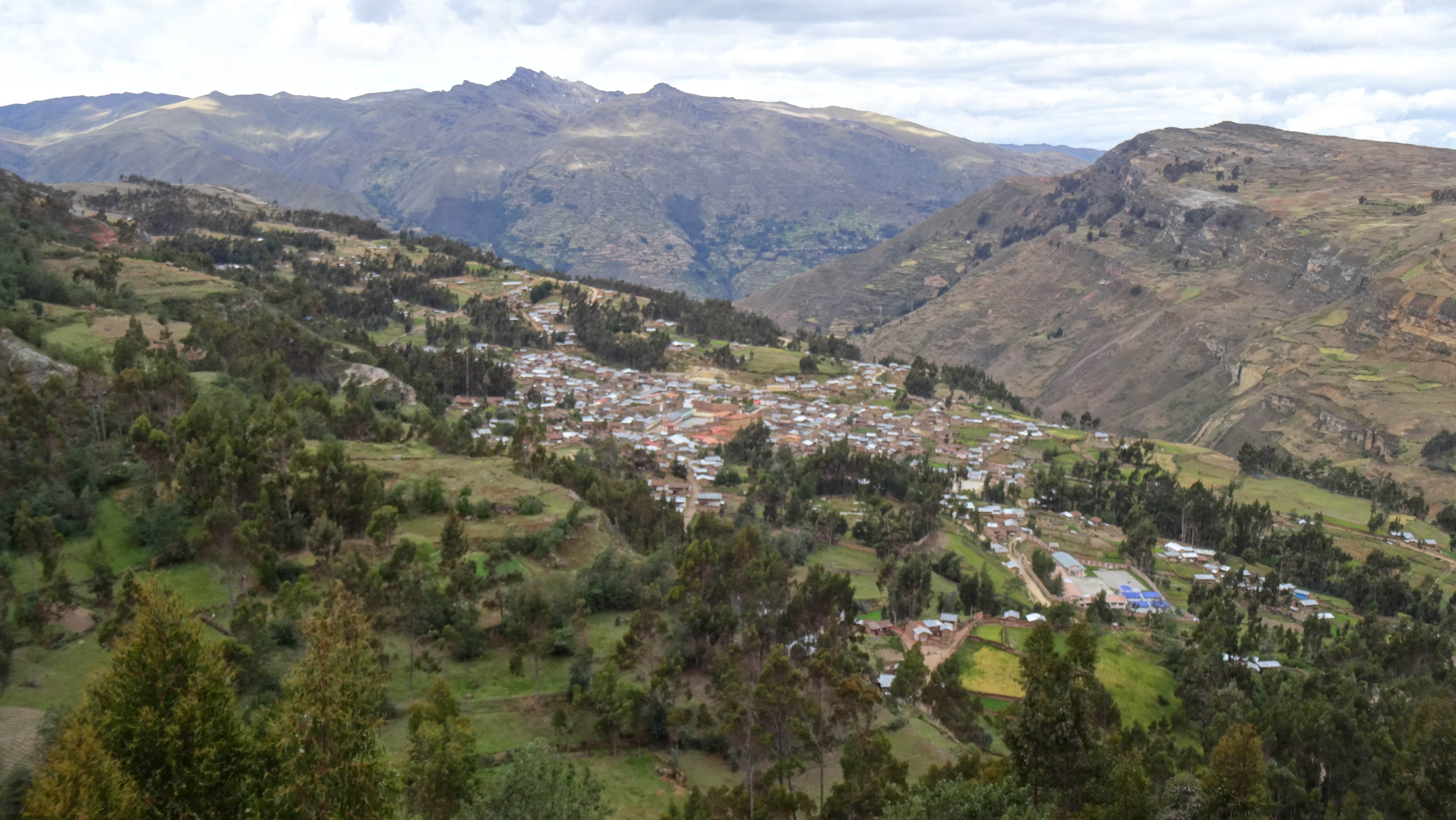
El núcleo urbano y capital del distrito de Punchao visto desde el mirador.

Su núcleo urbano y capital es el pueblo homónimo (3 541 m s. n. m.), anteriormente llamado Villa  de Punchao antes de que fuera elevado a la categoría de distrito.

## Autoridades

### Municipales
- 2011 - 2014[4]
  - Alcalde: Tone Rosado Huarac, del Movimiento Político Hechos y No Palabras (HyNP).
  - Regidores: David Nieto Huarac (HyNP), Teodoro Alejandro Yacha Bravo (HyNP), Berta Solina Espinoza Esquibel (HyNP), Justimiano Lorenzo Espinoza Ríos (HyNP), Firiol Bravo Ríos (Somos Perú).[5]
- 2007 - 2010
  - Alcalde: Pompeyo Macario Timoteo Cadillo,[6] del Frente Amplio Regional.

### Policiales
- Comisario:  PNP.

### Religiosas
- Diócesis de Huánuco[7]
  - Obispo: Mons. Jaime Rodríguez Salazar, MCCJ.
- Parroquia
  - Párroco: Pbro.  .